# ロルカ・デポルティーバCF
ロルカ・デポルティーバCF（スペイン語: Lorca Deportiva Club de Fútbol）は、スペイン・ムルシア州ロルカに本拠地を置いていたサッカークラブチーム。2002年に創設されたが、2010年に解散した。

## 歴史
2002年、ロルカ・デポルティーバCFは1994年に設立されたロルカCFの解散後すぐに設立された。2002-03シーズンはテルセーラ・ディビシオン（4部相当）に所属し、参戦初年度にセグンダ・ディビシオンB（3部相当）昇格を果たした。2003-04シーズンはsilver categoryと呼ばれるセグンダ・ディビシオンBでレギュラーシーズン2位となり、昇格プレーオフに出場した。2004-05シーズンは4位であったがセグンダ・ディビシオン（2部）昇格を果たした。後にバレンシアCFなどを率いるウナイ・エメリ監督に率いられた2005-06シーズンは、昇格したレバンテUDに勝ち点5差の5位でプリメーラ・ディビシオン（1部）昇格を逃した。2006年夏にエメリ監督がUDアルメリアに引き抜かれると、トップチームの選手の多くも他クラブに移籍し、2006-07シーズンは21位でセグンダ・ディビシオンB降格となった。2008-09シーズンは2位でシーズンを終えたが、財政面の問題によりテルセーラ・ディビシオン降格処分が下された。2010-11シーズンに向けて、クラブはトターナ近郊に移転してLDオリンピコとクラブ名称を変更した。2010年10月18日、深刻な財政難によりリーグ戦をシーズン途中で断念して撤退した。残していたリーグ戦31試合はすべて敗北扱いとなり、対戦が予定されていたクラブは自動的に勝ち点3を得ることとなった。

## タイトル

### 国内タイトル
- テルセーラ・ディビシオン : 1回

2002-03

## 成績
| シーズン | ディビジョン | 順位     | 国王杯 |
| -------- | ------------ | -------- | ------ |
| 2002–03  | テルセーラ   | 1位      |        |
| 2003–04  | セグンダB    | 2位      |        |
| 2004–05  | セグンダB    | 4位      |        |
| 2005–06  | セグンダ     | 5位      |        |
| 2006–07  | セグンダ     | 21位     |        |
| 2007–08  | セグンダB    | 11位     |        |
| 2008–09  | セグンダB    | 2位      |        |
| 2009–10  | テルセーラ   | 3位      |        |
| 2010–11  | テルセーラ   | 途中撤退 |        |

- 2シーズン - セグンダ・ディビシオン（2部）
- 4シーズン - セグンダ・ディビシオンB（3部相当）
- 2シーズン - テルセーラ・ディビシオン（4部相当）

## 歴代監督
- ウナイ・エメリ 2004-2006
- ロベルト・アギーレ
- フリオ・アルガル

## 歴代所属選手

### MF
- ウナイ・エメリ 2003-2004
- ハビエル・イトゥリアガ 2008

### FW
- ダニエル・トリビオ・アキーノ 2000-2001
- ファクンド・サバ 2005-2006
- ダニエル・オプリタ 2008